# Styrax ferrugineus
Styrax ferrugineus là một loài thực vật có hoa trong họ Bồ đề. Loài này được Nees & Mart. miêu tả khoa học đầu tiên năm 1823.

## Hình ảnh

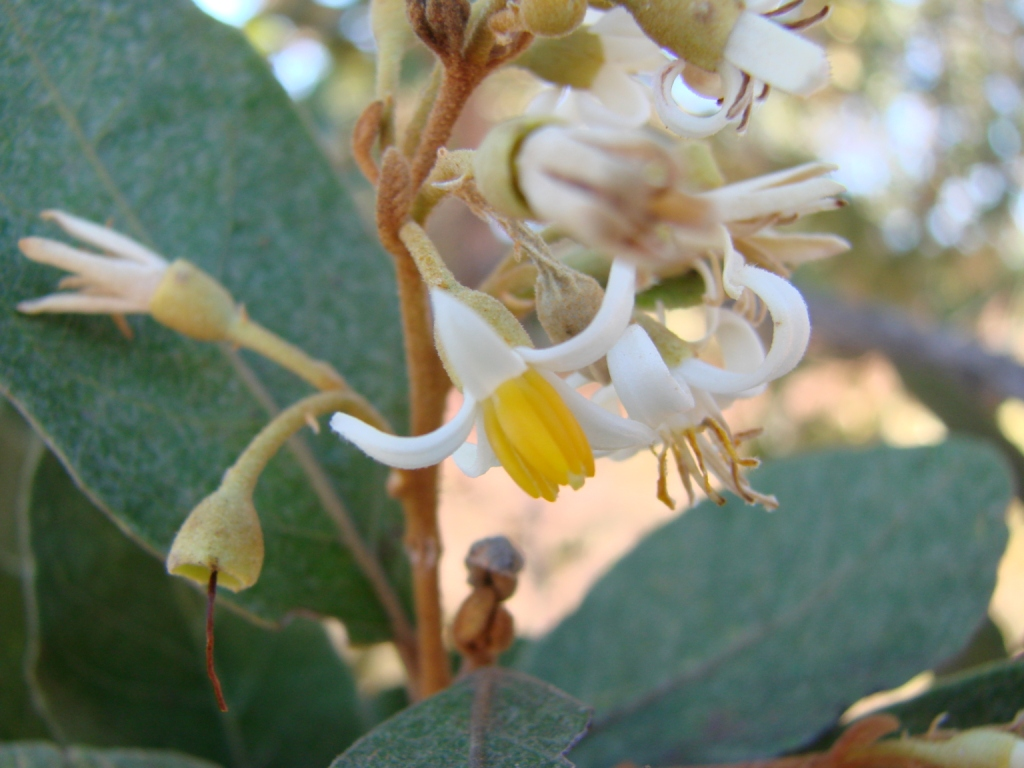
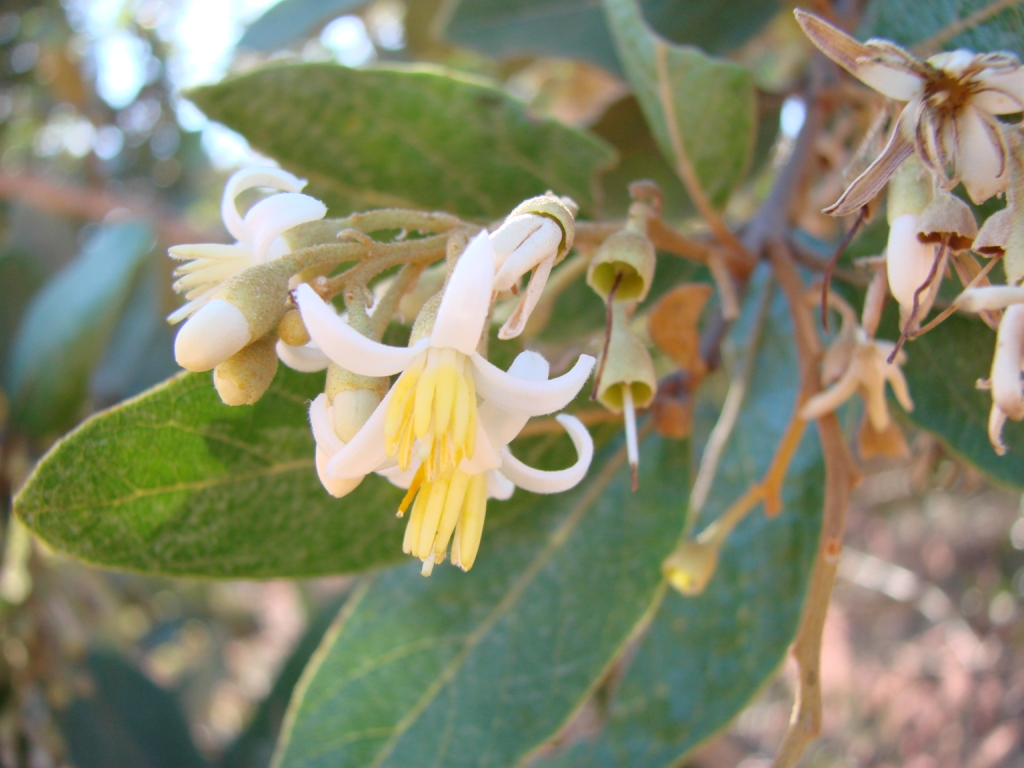
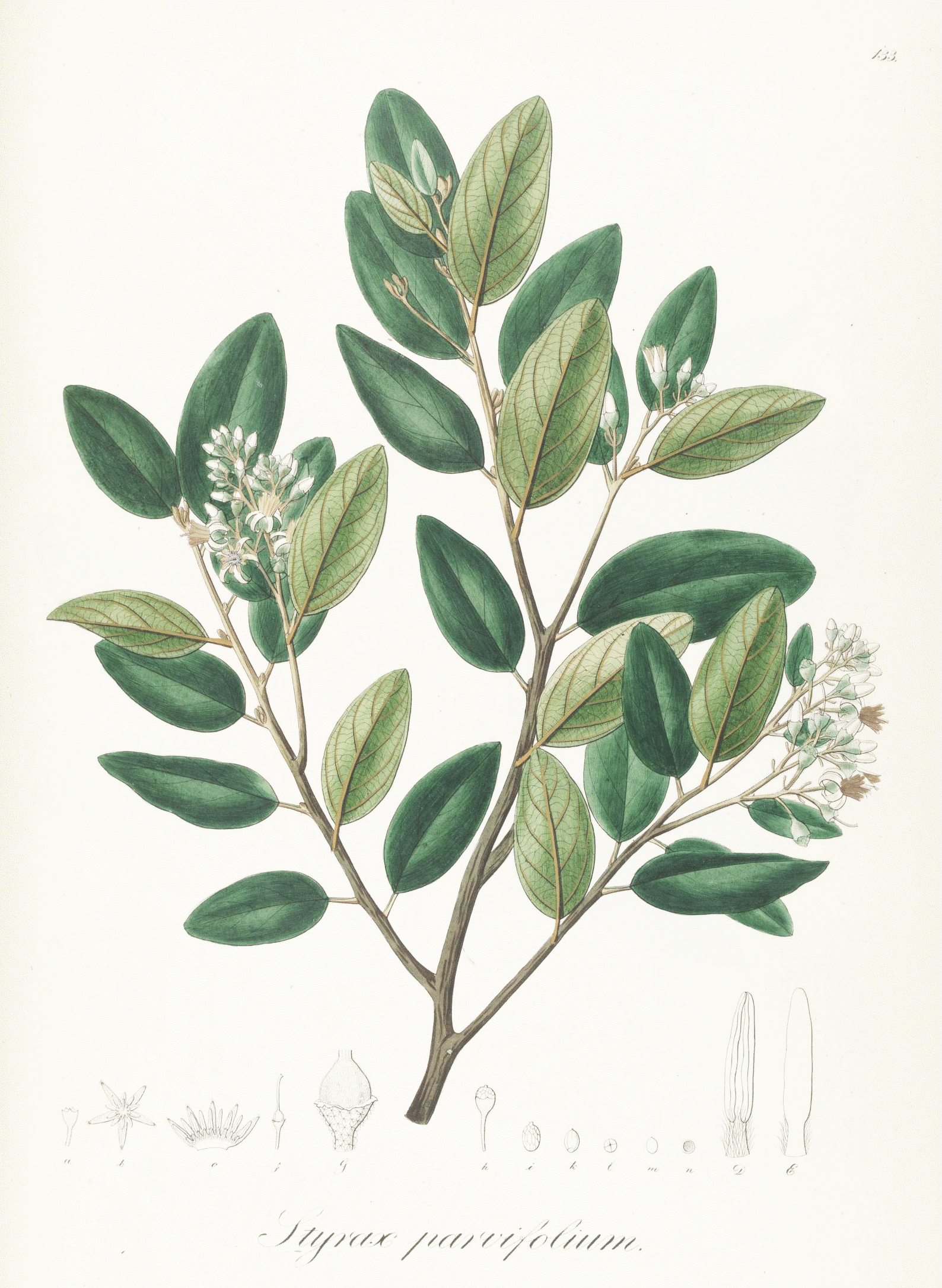